# Matija Bakić
Matija Bakić (? - Krupa, 23. lipnja 1565.) hrvatski plemić, vojvoda i posljednji zapovjednik obrane grada Krupe koji je s još 28 junaka branio Krupu, graničnu postaju Hrvatskog Kraljevstva, koju je napadalo oko 4000 Turaka. Tursku vojsku vodio je bosanski paša Mustafa Sokolović iz Livna koji se 4. lipnja 1565. godine utaborio uz potok Krupicu.
Pošto je Matija Bakić odbio poziv na predaju, 22. lipnja topovskim napadom Turaka započela je bitka. Turci su pri tome spalili most pod gradom, čardake i mlinove. 16. lipnja pristigle su i nove turske čete pod Krupu. Turci su jurišali na grad, ali je juriše više dana uspješno odbijala mala, ali junačka četa krupskih zatočenika.
Hrvatska krajiška vojska došla je u pomoć Krupi i utaborila se točno nasuprot Turaka. Imala je 7000 ljudi, gdje su uz krajišnike kojima je zapovijedao general Herbarda Auersperga bili i konjanici kojima je zapovijedao ban Petar Erdődy, križevački konjanici pod Ivanom Alapićem, kranjske čete s Jobstom Gallenbergom, Bišćani s kapetanom Jurjem Kronšalom i drugi. Hrvatska vojska, nemajući ideju kako napasti Turke preko rijeke, bojeći se turskih topova, naposljetku se povukla prema Ostrošcu i Bihaću.
Iako je Bakić vidio neodlučnost kršćanske vojske da stupi u otvoreni boj s Turcima branili su grad dok ih više od trećine nije bilo ranjeno. Naposljetku je Matija Bakić sa sedmoricom preostalih junaka prodro iz grada i prokrčio put do Une te se zatim, ranjen u prodoru kroz turske redove, utopio na utoci Krušnice u Unu. Četvoricu junaka sasjekli su Turci dok su dvojica uspjeli preživjeti preplivavši rijeku. Oni su ostali živi svjedoci o junaštvu dvadeset i osmorice hrvatskih vojnika koji su čak 19 dana grčevito branili utvrdu od napada nadmoćne turske vojske. Opsada Krupe tako je za njene branitelje završila tragično ali dično, a sramotno za kršćanske zapovjednike, osobito glavnog zapovjednika generala Herbarda Auersperga.
Po uzoru na prodor Matije Bakića iz Krupe, Nikola Šubić Zrinski je godinu dana kasnije, 7. rujna 1566. godine, na Sigetu krenuo u proboj iz utvrde.